# Legendary Hearts
Legendary Hearts – dwunasty album Lou Reeda wydany w marcu 1983 przez wytwórnię RCA Records. Nagrań dokonano w 1982 w nowojorskim studiu RCA.

## Lista utworów
1. „Legendary Hearts” (L. Reed) – 3:23
2. „Don’t Talk to Me About Work” (L. Reed) – 2:07
3. „Make Up My Mind” (L. Reed) – 2:48
4. „Martial Law” (L. Reed) – 3:53
5. „The Last Shot” (L. Reed) – 3:22
6. „Turn Out the Light” (L. Reed) – 2:45
7. „Pow Wow” (L. Reed) – 2:30
8. „Betrayed” (L. Reed) – 3:10
9. „Bottoming Out” (L. Reed) – 3:40
10. „Home of the Brave” (L. Reed) – 6:49
11. „Rooftop Garden” (L. Reed) – 3:04

## Skład
- Lou Reed – śpiew, gitara
- Fred Maher – perkusja
- Robert Quine – gitara
- Fernando Saunders – gitara basowa

produkcja
- Lou Reed – producent